# 「民都・大阪」フィランソロピー会議
「民都・大阪」フィランソロピー会議とは、大阪府及び大阪市の「副首都構想」である「副首都ビジョン」（2017年3月）に基づいて、府・市の「副首都推進局」を事務局として設置された会議。企業を核とした「民」の力の発揮を長年主張してきた大阪にあって、非営利公益セクターの結集によって、従来とは異なる視点で「民」の力を発揮していこうとした会議体。会議メンバーは、原則として学校法人、社会福祉法人、公益法人、NPO法人などの理事長から構成されていて、議長は出口正之国立民族学博物館・教授が務めている。　会議規約第9条に基づきメンバーは報酬や旅費などの実費も支給されないボランティアである。また、会議の下に分科会が設置されている。
「フィランソロピー」とは、社会公益のための寄付やボランティアのことを指すが、ギビング・プレッジなど世界的な寄付ブームを先取りして命名されている。また、非営利セクターの全国組織が省庁別に東京で縦につながり、多くのトップ層が政府出身者に占められていることとの対比において、地域で「面」として公益組織の非営利セクター出身の民間トップ層が集まることの重要性が語られている。
世界で初めての「フィランソロピー都市宣言」を謳い、吉村洋文大阪市長（当時）がフィランソロピー大会2018で宣言文を読み上げた。
世界のフィランソロピストが活動しやすいような都市づくりを目指している。 基本計画は2022年3月に活動の報告書として公開された。
2022年11月には、フィランソロピー大会OSAKA2021で大会宣言された大阪の財団・社団の結集について、大阪財団・社団連合会（会長堀井良殷）が正式に発足した。

## 主な活動

### 分科会
1. 資金分科会[9]
2. 人材分科会[10]
3. 情報分科会[2]
4. 共創分科会[11]
5. 文化芸術分科会[12]

### フィランソロピー大会
- フィランソロピー大会OSAKA2018 [13]
- フィランソロピー大会OSAKA2019 [14]
- フィランソロピー大会OSAKA2021[15]